# ナジカ電撃作戦
『ナジカ電撃作戦』（ナジカでんげきさくせん）は、2001年10月から12月にかけて独立UHF局やキッズステーションなどで放送されたテレビアニメ作品 。

## 解説
秘密組織のトップエージェント・ナジカ。知能は子供だが驚異的身体能力を持つ・リラ。この2人が困難な任務を遂行するスパイアクション。
演出上、パンチラシーンが多い特徴がある。ナジカたちを阻む敵の大半は若い女性戦闘員をあてている。私設ガード（武装メイド）、水兵（セーラー服）、反政府軍兵士（軍服がミニスカ）など。ナジカたちも例外なく見せる側である。

## あらすじ
柊 七虹香（ナジカ）は、製薬企業CRIのコスメティック部門で働いている美人香料デザイナー。女性に好評の「デイシリーズ」を手掛け、支持を集めている。これは曜日ごとに異なる香りを提供するもので、ナジカは6種類の開発をすでに終え、最後となる「日曜日の香り」へと取り掛かっていた。しかし彼女にはもうひとつ、CRIの秘密組織のエージェントという顔があり、数々の困難なミッションをクリアしているトップエージェントでもあった。
あるミッションでナジカは少女を助けるが、実はその少女・リラは人間ではなくてヒューマリット（人造人間）であった。知能の上では未だ子供だが、驚異的な身体能力を持っているリラは、それ以降一匹狼だったナジカのパートナーとなった。ヒューマリットはリラだけではないことを知ったCRIの秘密組織は、ナジカにヒューマリット回収役として、さらなるミッションを与える。

## 登場人物
柊七虹香（ひいらぎ なじか）
声 - 冬馬由美
巨大製薬企業CRIのパフューマー（調香師）。27歳。スリーサイズは上から92・58・89、血液型AB、茶髪のミディアムヘア。
CRIの秘密組織のトップエージェントとしても活動、優れた格闘センスをもち、あらゆるメカの操作に精通している。強敵を前にしてもひるむことはない、クールな口調の完璧主義者である。他人にペースを乱されることを嫌うが、しかし冷淡ではない。戦いの場から離れれば、温かみのある人間味ある素顔をみせてくれる。おしゃれにも気をつかい、各ミッションにおいてバリエーション豊かな制服・衣装を着こなしている。
愛用の銃はスチェッキン、愛車は赤いジュリエッタ・スパイダー。パートナーのリラと共同生活をすることになるが、ナジカは初めのうちは戸惑いを感じていた。職業柄か、においに敏感な一面もある。
リラ
声 - 井端珠里
ヒューマリット。シリアルナンバーZZZ。見た目は14歳前後の少女だが、常人の数倍の身体能力・知能をもつ。スリーサイズは上から81・54・83、紫色の髪、編み込みのツインテール。その身柄を保護したナジカをマスターとして認知し、弦人によりリラと命名、間島の指示でナジカのパートナーとなる。私服は黒のワンピース姿が定番となっている。
実際の人生経験に乏しいため、感情表現などは成熟していない状態にある。ナジカとの共同生活で人間の心についての理解を深め、精神的に成長していく。ナジカの仕草をまねするだけの存在ではなかった。お風呂（薬槽）に入るのを日課としている。
玖洛弦人（くらく げんと）
声 - 石塚運昇
CRI所属ではないが、CRIの秘密組織のことを知っている。ナジカの任務に直接参加しないが、バックアップすることがある。

間島甚（まじま じん）
声 - 家弓家正
CRIの秘密組織のメンバー。ナジカから部長と呼ばれている。ナジカに指令を出す。

## スタッフ
- 原作 - スタジオ・ファンタジア
- 監督 - 西島克彦
- キャラクター・デザイン/総作画監督 - 山内則康
- メカニックデザイン - 田中良
- 美術監督 - 成田偉保
- 色彩設定 - 伊藤修子
- 撮影監督 - 林コージロー
- 音響監督 - 鶴岡陽太
- 録音演出 - たなかかずや
- 音楽 - 兼崎順一
- プロデューサー - 三木靖城、池口和彦、飯塚智久
- アニメーション制作 - アンバーフィルムワークス、スタジオ・ファンタジア
- 製作 - メディアファクトリー、G.D.H.、日本コロムビア、アンバーフィルムワークス、スタジオ・ファンタジア

## 主題歌
オープニングテーマ「NAJICA」
作曲・編曲 - 兼崎どんぺい順一 / 演奏 - Diligent Circle of Ekoda（江古田勉強会）
エンディングテーマ「BODY&MIND」
作詞 - 夏野芹子 / 作曲 - 織田浩司 / 編曲 - mondeskit / 歌 - 原田菜都実

## 各話リスト
| 話数          | サブタイトル                           | 脚本         | 絵コンテ   | 演出       | 作画監督        |
| ------------- | -------------------------------------- | ------------ | ---------- | ---------- | --------------- |
| Mission 001   | 華麗なるエージェントは一輪の薔薇と共に | もりたけし   | 下田正美   | 鈴木薫     | 田中良          |
| Mission 002   | 可憐なパートナーは美しき弾丸と共に     | 金巻兼一     | もりたけし | 杉山慶一   | 波風立流        |
| Mission 003   | 醜悪なる遺物は漆黒の闇と共に           | 関島眞頼     | 下田正美   | 村山靖     | 宮前真一        |
| Mission 004   | 偽りの星（スター）は甘い罠の香りと共に | 高山カツヒコ | 佐藤雄三   | 鈴木薫     | 桜井正明        |
| Mission 005   | 深紅に染まる水平線ははかなき夢と共に   | 金巻兼一     | 下田正美   | 石踊宏     | 渋谷一彦        |
| Mission 006   | 美しき野獣の瞳は孤独の影と共に         | 高山カツヒコ | 下田正美   | 園田雅裕   | 高乗陽子        |
| Mission 007   | 殺意の弾丸は乾いた微笑みと共に         | 金巻兼一     | 川島宏     | 村山靖     | 宮前真一        |
| Mission 008   | 欲望の空は戦い渦巻く炎と共に           | 関島眞頼     | 深海生物   | 吹杏薫治逢 | 内田孝 桜井正明 |
| Mission 009   | 勇壮なる砂漠の獅子は女神と共に         | 金巻兼一     | 下田正美   | 中村賢太郎 | 藤田まり子      |
| Mission 010   | 闘いの終着駅は危険な愛と共に           | 関島眞頼     | 吉永尚之   | 渡邊哲哉   | 谷口守泰        |
| Mission 011   | 惜別のミッションを少女のまごころと共に | 金巻兼一     | 佐藤雄三   | 鈴木薫     | 田中良          |
| Final Mission | 華麗なるエージェントは邂逅の薔薇を心に | 金巻兼一     | 下田正美   | 下田正美   | 山内則康        |

## 放送局
| 放送地域 | 放送局             | 放送期間                  | 放送日時           | 放送系列  | 備考             |
| -------- | ------------------ | ------------------------- | ------------------ | --------- | ---------------- |
| 神奈川県 | tvk                | 2001年10月4日 - 12月27日  | 木曜 25:40 - 26:10 | 独立UHF局 |                  |
| 千葉県   | チバテレビ         | 2001年10月5日 - 12月28日  | 金曜 24:00 - 24:30 | 独立UHF局 |                  |
| 日本全域 | キッズステーション | 2001年10月11日 - 12月27日 | 木曜 23:30 - 24:00 | CS放送    | リピート放送あり |

## 各巻リスト
『ナジカ電撃作戦』vol.1~vol.6（DVD）
発売元∶メディアファクトリー、2001年~2002年。各巻2話ずつ収録。
『ナジカ電撃作戦 DVD-BOX』
発売元∶メディアファクトリー、2008年8月。DVD 3枚組セット、各巻4話ずつ収録。

## 書籍

### 漫画版
田代琢也によって2002年から2003年にかけてコミックフラッパー（メディアファクトリー）連載、全3巻。
1. 2002年3月 ISBN 4-8401-0437-9
2. 2002年9月 ISBN 4-8401-0463-8
3. 2003年3月 ISBN 4-8401-0487-5

### ムック
ナジカ電撃作戦 ミッションレポート
スタジオDNA（現・一迅社）より発売。
2002年9月 ISBN 4-7580-1008-0